# ويلي جرفين
ويلي جرفين (بالدنماركية: Willy Gervin)‏ مواليد 28 نوفمبر 1903 في كوبنهاغن - الوفاة 8 يوليو 1951 في الدنمارك، كان دراج دانمركي. سبق أن شارك في دورة الألعاب الأولمبية الصيفية وفاز بميدالية أولمبية.

## الميداليات
| الميدالية | المسابقة                       |
| --------- | ------------------------------ |
| برونزية   | الألعاب الأولمبية الصيفية 1932 |

## روابط خارجية
- ويلي جرفين على موقع أرشيف الدراجات (الإنجليزية)
- ويلي جرفين على موقع أوليمبيديا (الإنجليزية)